# Goniohelia phaeogonia
Goniohelia phaeogonia là một loài bướm đêm trong họ Erebidae.